# Jungang-dong, Jecheon
Jungang-dong (koreanska: 중앙동) är en stadsdel i staden Jecheon i provinsen Norra Chungcheong, i den centrala delen av Sydkorea, 120 km sydost om huvudstaden Seoul. Innan 1 januari 2017 hette den Inseong-dong (인성동).